# Hysteromastax
Hysteromastax is een geslacht van rechtvleugeligen uit de familie Eumastacidae. De wetenschappelijke naam van dit geslacht is voor het eerst geldig gepubliceerd in 1979 door Descamps.

## Soorten
Het geslacht Hysteromastax  is monotypisch en omvat slechts de volgende soort:
- Hysteromastax surinama (Burr, 1899)